# Naevius manu
Naevius manu är en spindelart som beskrevs av Antonio D. Brescovit och Alexandre B. Bonaldo 1996. Naevius manu ingår i släktet Naevius och familjen mörkerspindlar.
Artens utbredningsområde är Peru. Inga underarter finns listade i Catalogue of Life.